# The Settlers: Construye tu Imperio
The Settlers: Construye tu Imperio es la sexta entrega de la saga de videojuegos de estrategia The Settlers, desarrollada por Blue Byte y publicada por Ubisoft. El juego comienza en un enorme mundo deshabitado rico en vegetación que con nuestro trabajo se verá poblado de ciudades. Tal y como ya viene siendo desde su salida al mundo de los juegos.

## Objetivo
El objetivo básico seguirá siendo el de establecer un pueblo en una localización dentro del ambiente medieval clásico de la saga, vigilando la economía, la producción, intercambio de mercancías, y, claro, la defensa del lugar.

## Mejoras respecto su antecesor
Por primera vez habrá colonos mujeres, con la posibilidad de contraer matrimonio, incorporando además diferentes elementos para facilitar que se conozcan entre sí, como ferias y otros entretenimientos.
Habrá que tener también buenas dotes diplomáticas a la hora de negociar con extranjeros, mejoras de edificios, minería, etc., además de mantener siempre vigilado el impacto potencial que el clima pueda tener, habiendo cuatro zonas climáticas bien diferenciadas.
Los programadores esperan que el juego permita a los nuevos jugadores introducirse fácilmente en la dinámica del título y, al mismo tiempo, añadir nuevos elementos que se iran presentando poco a poco durante el desarrollo de la partida.
Se incluirá, además, un modo multijugador tanto para red local como por internet, contando con un editor de mapas para componer nuestros propios escenarios.